# 洪應灶

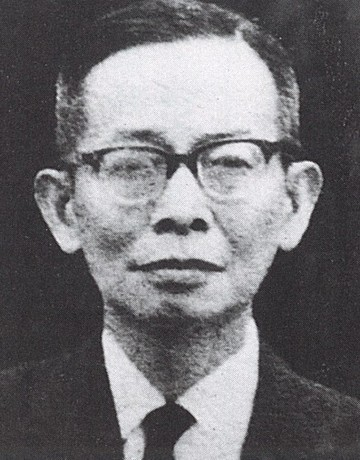
洪應灶

洪應灶（1913年10月16日—1976年8月12日），字力生，福建省南安縣人。中华民国法学家，曾任司法院大法官。

## 生平
洪應灶生于1914年。早年自东吴大学毕业。后赴美国留学，入印第安那大学，获得法学博士学位。又赴英国伦敦大学、美国纽约大学从事研究。
归国后，历任东吴大学、广西大学、交通大学、台湾大学教授。赴台湾后，任第二、三届司法院大法官。
1976年8月12日，洪應灶病逝，享年63岁。

## 著作
- 《中华民国宪法新论》
- 《国际私法》[2]